# Steenkrabspin
De steenkrabspin (Bassaniodes robustus) is een spinnensoort uit de familie van de krabspinnen (Thomisidae).
De wetenschappelijke naam van de soort werd in 1832 als Thomisus robustus gepubliceerd door Carl Wilhelm Hahn.

## Ondersoorten
- Bassaniodes robustus robustus
- Bassaniodes robustus strandianus (Ermolajev, 1937)[2]